# Пулп
Пулпът (още соковите везикули) представлява мембранното съдържание на ендокарпа на цитрусовите плодове. Всички плодове от Citranae, подсемейство Aurantioideae и семейство Rutaceae имат везикули със сок. Везикулите съдържат сока на плода и изглеждат блестящи и подобни на торбички. Цитрусовите плодове с повече везикули обикновено тежат повече от тези с по-малко везикули. Плодовете с много сегменти, като грейпфрут или помело, имат повече везикули на сегмент, отколкото плодове с по-малко сегменти, като кумкуат и мандарина. Всяка везикула в сегмента на цитрусовите плодове има приблизително еднаква форма, размер и тегло. Около 5% от теглото на средния портокал се състои от мембраните на соковите везикули.